# Microsoft Lumia 540
De Microsoft Lumia 540 is een smartphone van het Amerikaanse bedrijf Microsoft Mobile Oy. Het is Microsofts lowbudgettoestel met Windows Phone 8.1 Update 2. In begin 2016 kreeg de Lumia 540 een update naar Windows 10 Mobile.
De Lumia 540 was beschikbaar in vier verschillende kleuren.

## Root access
In 2015 werd er door ethisch hacker Rene Lergner, beter bekend onder alias Heathcliff74, een hack ontwikkeld waardoor tweede generatie Lumia's met Windows Phone 8 konden worden geroot. Deze versie was nog niet compatibel met de Lumia Icon en Lumia 1520. Ook nieuwere Lumia's werkten niet. Via een applicatie genaamd Windows Phone Internals kon de bootloader worden ontgrendeld en werd het dus mogelijk om niet-geautoriseerde code uit te voeren. De ontdekkingen werden goed ontvangen door anderen, zo konden er aanpassingen gemaakt worden. Begin 2018 werd versie 2 uitgebracht die ook werkte met Windows 10 Mobile en de nieuwere Lumia's. Deze versie werd later open source.

## Specificaties
| Modellen                 | Modellen                      | Lumia 540                           |
| Introductie              | Introductie                   | 15 april 2015                       |
| Originele OS versie      | Originele OS versie           | Windows Phone 8.1 Update 2          |
| Hoogste OS versie        | Officieel                     | Windows 10 Mobile (1607)            |
| Hoogste OS versie        | Insider previews              | Windows 10 Mobile (1709)            |
| Productie codenaam       | Productie codenaam            | RM-1140/1141                        |
| Specificaties            | Specificaties                 | Lumia 540                           |
| Afmetingen               | hoogte                        | 144 mm                              |
| Afmetingen               | breedte                       | 73,69 mm                            |
| Afmetingen               | dikte                         | 9,35 mm                             |
| Gewicht (g)              | Gewicht (g)                   | 152 g                               |
| Volume (cm3)             | Volume (cm3)                  | 91 cm3                              |
| Kleuren achterkant       |                               |                                     |
| Kleuren voorkant         |                               |                                     |
| Verwijderbare achterkant | Verwijderbare achterkant      | Ja                                  |
| Scherm                   | Scherm                        | Lumia 540                           |
| Diagonaal (inch)         | Diagonaal (inch)              | 5,0" (12,70 cm)                     |
| Resolutie (pixels)       | Resolutie (pixels)            | 720×1280                            |
| Pixel dichtheid (ppi)    | Pixel dichtheid (ppi)         | 294                                 |
| Schermafmetingen         | hoogte                        | 111,0 mm                            |
| Schermafmetingen         | breedte                       | 62,0 mm                             |
| Screen-to-body-ratio     | Screen-to-body-ratio          | 64,83%                              |
| Kleurweergave            | Kleurdiepte                   | TrueColor 24-bit (16777216 kleuren) |
| Kleurweergave            | DCI-P3-kleurruimte            | Nee                                 |
| ClearBlack polarizer     | ClearBlack polarizer          | Ja                                  |
| Glance scherm            | Glance scherm                 | Nee                                 |
| Gorilla Glass            | Gorilla Glass                 | Gorilla Glass 3                     |
| On-screen taakbalk       | On-screen taakbalk            | Ja                                  |
| Super Sensitive Touch    | Super Sensitive Touch         | Nee                                 |
| Technologie              | Technologie                   | LCD                                 |
| Verversingssnelheid      | Verversingssnelheid           | 60 Hz                               |
| Geheugen/Processor       | Geheugen/Processor            | Lumia 540                           |
| RAM                      | RAM                           | 1 GB                                |
| Opslag                   | Opslag                        | 8 GB                                |
| Uitbreidbaar             | Uitbreidbaar                  | microSD, tot 128 GB                 |
| Processor                | System-on-a-chip              | Qualcomm Snapdragon 200 MSM8212     |
| Processor                | Bit                           | 32 bit                              |
| Processor                | Cores                         | Quad core                           |
| Processor                | Productie-procedé             | 28 nm                               |
| Processor                | ARM-instructieset             | v7                                  |
| Processor                | Kloksnelheid per core (GHz)   | 1,2                                 |
| GPU                      | GPU                           | Adreno 302                          |
| Connectiviteit           | Connectiviteit                | Lumia 540                           |
| Netwerken                | GSM                           | 850/900/1800/1900                   |
| Netwerken                | UMTS                          | Band 1/2/5/8                        |
| Netwerken                | LTE Advanced                  | Geen 4G                             |
| Bluetooth                | Bluetooth                     | 4.0                                 |
| Wifi                     | Wifi                          | b/g/n                               |
| NFC                      | NFC                           | Nee                                 |
| Gps                      | Gps                           | Ja                                  |
| GLONASS                  | GLONASS                       | Ja                                  |
| Sim                      | Aantal Sims                   | 2                                   |
| Sim                      | Grootte                       | Micro-Sim                           |
| Connectoren              | Audio                         | 3,5mm audio jack                    |
| Connectoren              | Opladen/Gegevensoverdracht    | USB Micro-B 2.0                     |
| Connectoren              | Video                         | Nee                                 |
| FM Radio                 | FM Radio                      | Ja                                  |
| Miracast                 | Miracast                      | Nee                                 |
| Digitale TV              | Digitale TV                   | Nee                                 |
| Continuum                | Continuum                     | Nee                                 |
| Batterij                 | Batterij                      | Lumia 540                           |
| Capaciteit (mAh)         | Capaciteit (mAh)              | 2200                                |
| Model                    | Model                         | BV-L4A 3,8V                         |
| Verwijderbaar            | Verwijderbaar                 | Ja                                  |
| Qi draadloos opladen     | Qi draadloos opladen          | Nee                                 |
| Batterijvermogen (uur)   | Standby                       | 576                                 |
| Batterijvermogen (uur)   | Muziek playback               | 81                                  |
| Batterijvermogen (uur)   | Video playback                | 6,9                                 |
| Batterijvermogen (uur)   | Video opname                  | n/a                                 |
| Batterijvermogen (uur)   | Wifi netwerk browsen          | 10,1                                |
| Batterijvermogen (uur)   | 3G netwerk browsen            | n/a                                 |
| Batterijvermogen (uur)   | Beltijd (2G)                  | 26,2                                |
| Batterijvermogen (uur)   | Beltijd (3G)                  | 14,8                                |
| Batterijvermogen (uur)   | Beltijd (4G)                  | Geen 4G                             |
| Technologie              | Technologie                   | Lithium-ion                         |
| Camera                   | Camera                        | Lumia 540                           |
| Camera aan de voorzijde  | Apertuur                      | ƒ/2,4                               |
| Camera aan de voorzijde  | Megapixel                     | 5                                   |
| Camera aan de voorzijde  | Videoresolutie                | FWVGA (480×848) in 30 fps           |
| Hoofdcamera              | Autofocus                     | Ja                                  |
| Hoofdcamera              | Apertuur                      | ƒ/2,2                               |
| Hoofdcamera              | 35mm equivalent (mm)          | 28 mm                               |
| Hoofdcamera              | Megapixel                     | 8,0                                 |
| Hoofdcamera              | Sensorgrootte (inch)          | 1/4 (6,35 mm)                       |
| Hoofdcamera              | Videoresolutie                | FWVGA (480×848) in 30 fps           |
| Hoofdcamera              | Carl Zeiss Optics             | Nee                                 |
| Hoofdcamera              | Zoom                          | 2×                                  |
| Hoofdcamera              | Flits                         | Ja                                  |
| Hoofdcamera              | Optische beeldstabilisatie    | Nee                                 |
| Hoofdcamera              | Cameraknop                    | Nee                                 |
| Hoofdcamera              | Digital Negative image format | Nee                                 |
| Sensoren                 | Sensoren                      | Lumia 540                           |
| Windows Hello            | Vingerafdruk Scanner          | Nee                                 |
| Windows Hello            | Infrarood Iris Scanner        | Nee                                 |
| Microfoons               | Microfoons                    | 1                                   |
| Cortana                  | Cortana ondersteuning         | Ja                                  |
| Cortana                  | “Hey Cortana” oproep          | Via tweak                           |
| Accelerometer            | Accelerometer                 | Ja                                  |
| Omgevingslichtdetector   | Omgevingslichtdetector        | Ja                                  |
| Nabijheidssensor         | Nabijheidssensor              | Ja                                  |
| Magnetometer             | Magnetometer                  | Nee                                 |
| Gyroscoop                | Gyroscoop                     | Nee                                 |
| Barometer                | Barometer                     | Nee                                 |
| SensorCore               | SensorCore                    | Nee                                 |

### Modelvarianten
| Naam     | 540 DS       | 540 DS   |
| Model    | RM-1140      | RM-1141  |
| -------- | ------------ | -------- |
| Regio    | Azië-Pacific | Globaal  |
| 3G       | Band 1/2/5/8 | Band 1/8 |
| 4G       | Geen 4G      | Geen 4G  |
| NFC      | Nee          | Nee      |
| DTV      | Nee          | Nee      |
| Dual Sim | Ja           | Ja       |

## Opmerkingen
1. ↑  Windows 10 Mobile is vereist